# Museo civico (Gubbio)
Il Museo civico di Gubbio è situato nel Palazzo dei Consoli e si articola oggi in varie sezioni e collezioni, distribuite sui cinque piani dell'edificio: pinacoteca, sezione ceramiche, collezione archeologica, collezione orientale e collezione risorgimento.

## Collezioni

### Collezione archeologica

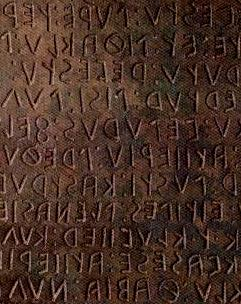
Particolare di una delle Tavole eugubine conservate nel museo

La sezione archeologica ha sede nell'ampio salone dell'arengo, nell'ex sacrestia e nella cappella del palazzo.
Nel salone sono esposti diversi reperti provenienti da scavi eseguiti nei dintorni sino al XIX secolo ed in particolar modo dai resti del Teatro romano di Gubbio come frammenti o parti di sculture, marmi di epoca romana e medievale, iscrizioni ed un sarcofago di età romana. Nell'ex sacrestia vi è la raccolta numismatica, con monete che vanno dall'età umbra al XVIII secolo. Nell'ex cappella sono invece custodite le sette preziose Tavole eugubine, vendute al comune di Gubbio nel 1456. Le prime tavole (dalla I alla IV) sono state scritte, probabilmente, intorno al III o al II secolo a.C., in caratteri umbri. Le tavole VI e VII sono scritte in alfabeto latino e sembra che possano risalire al I secolo a.C. La tavola V è scritta in caratteri umbri nella faccia a e nelle prime sette righe della faccia b. Le rimanenti righe (8-18) sono invece in caratteri latini. Le tavole scritte in alfabeto umbro sono dette "paleoumbre", quelle scritte con alfabeto latino sono dette "neoumbre".

### Sezione ceramica
Nella sala della loggetta è esposta la sezione delle ceramiche, costituita da diversi reperti di manifattura eugubina dal XVI secolo al XIX secolo. Fra i pezzi più importanti vi sono due piatti di Giorgio Andreoli, maestro della tecnica a lustro, del 1500.

### Pinacoteca

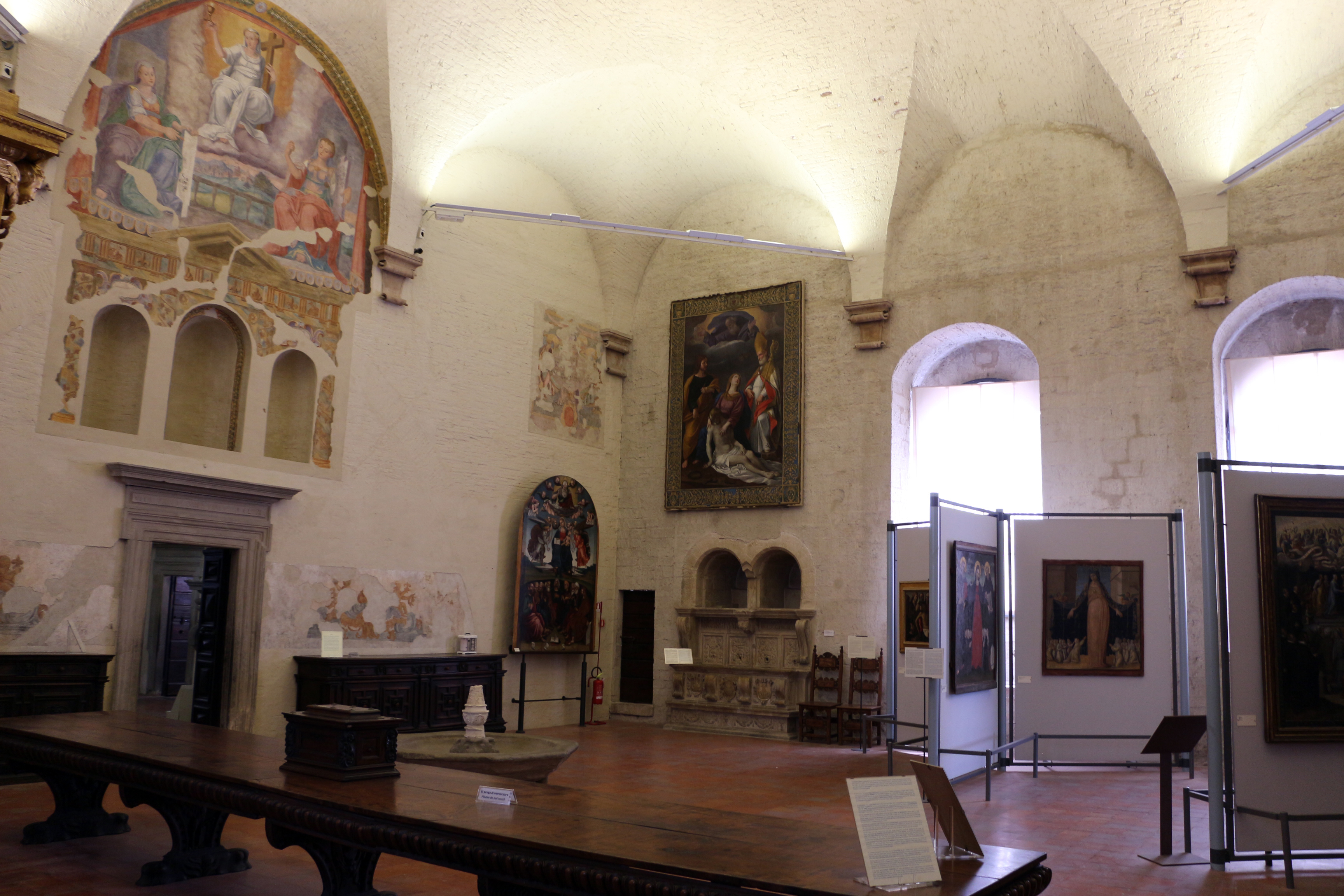
Interno della pinacoteca.

Nel piano superiore del palazzo è sistemata dal 1909 la pinacoteca comunale, distribuita in cinque sale.
Nella prima sala vi sono un tondo raffigurante la Madonna col Bambino del XIV secolo ed una Crocifissione su tavola del XIII secolo opera del Maestro della Croce di Gubbio; nella seconda una Incoronazione della vergine della seconda metà del '400 ed un San Vincenzo Ferreri; nella terza una terracotta quattrocentesca mentre nella quarta diverse opere rinascimentali. Nell'ultima sala è conservato un dipinto attribuito al Sassoferrato.